# Mirafra assamica
Mirafra assamica е вид птица от семейство Чучулигови (Alaudidae).

## Разпространение
Видът е разпространен в Бангладеш, Бутан, Индия, Мианмар и Непал.